# Homoki zömökdíszbogár
A homoki zömökdíszbogár (Acmaeoderella mimonti) a Duna–Tisza köze erdős-bokros homokpusztáinak jellegzetes faja. Homoki gyepek fehér virágain gyakran tömegesen is előfordul.